# Auburn (Pensilvania)
Auburn es un borough ubicado en el condado de Schuylkill en el estado estadounidense de Pensilvania. En el año 2000 tenía una población de 839 habitantes y una densidad poblacional de 195.1 personas por km².

## Geografía
Auburn se encuentra ubicado en las coordenadas 40°35′45″N 76°05′34″O / 40.59583, -76.09278.

## Demografía
Según la Oficina del Censo en 2000 los ingresos medios por hogar en la localidad eran de $36,905 y los ingresos medios por familia eran $40,833. Los hombres tenían unos ingresos medios de $33,021 frente a los $20,707 para las mujeres. La renta per cápita para la localidad era de $15,705. Alrededor del 7.7% de la población estaba por debajo del umbral de pobreza.